# San Mamed de Carballal
Carballal (llamada oficialmente San Mamede do Carballal) es una parroquia y una entidad de población española del municipio de Palas de Rey, en la provincia de Lugo, Galicia.

## Otras denominaciones
La parroquia también es conocida por los nombres de San Mamed de Carballal y San Mamede de Carballal.

## Organización territorial
La parroquia está formada por diez entidades de población, constando nueve de ellas en el nomenclátor del Instituto Nacional de Estadística español:

### Entidades de población
Entidades de población que forman parte de la parroquia:
- O Carballal
- Filgueira (Filgueira da Devesa)
- Gándaras
- Goleta (A Goleta)
- Xestrar (Guestrar)
- Lamas
- Penasedoira

### Despoblados
Despoblados que forman parte de la parroquia:
- Campelo (O Campelo)
- Devesanova (A Devesa Nova)
- Ponte Rosa (Ponterrosa)

## Demografía
La entidad de población de  Carballal no consta ni en las bases de datos del INE ni en las del IGE por lo que se desconocen los datos demográficos de la misma.

### Parroquia
| Gráfica de evolución demográfica de Carballal (parroquia) entre 2000 y 2020 |
|                                                                             |
| Datos según el nomenclátor publicado por el INE.                            |